# Liberians Units per a la Reconciliació i la Democràcia

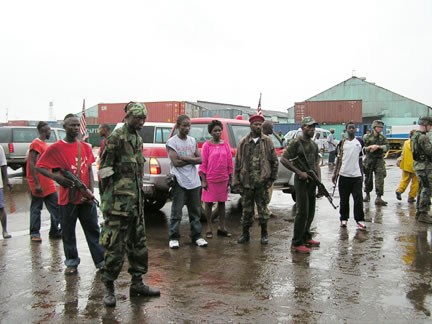
Imatge del general Mohammed Sheriff, alias Cobra, amb la seva guàrdia personal a Monrovia.

Liberians Units per a la Reconciliació i la Democràcia (LURD) fou un grup rebel format el 1999 a Libèria per a oposar-se a Charles Taylor. Es va caracteritzar per una organització descentralitzada i l'ús de nenes soldats.